# 4-Hydroxyamphetamine
4- Hydroxyamphetamine (4HA), còn được gọi là hydroxyamfetamine, hydroxyamphetamine, oxamphetamine, norpholedrine, para-hydroxyamphetamine và α-methyltyramine, là một loại thuốc kích thích hệ thần kinh giao cảm.
Nó được sử dụng y khoa trong thuốc nhỏ mắt để làm giãn đồng tử (một quá trình gọi là giãn đồng tử), do đó mặt sau của mắt có thể được kiểm tra. Nó cũng là một chất chuyển hóa chính của amphetamine và một số amphetamine thay thế.

## Sử dụng y tế
4-Hydroxyamphetamine được sử dụng trong thuốc nhỏ mắt để làm giãn đồng tử (một quá trình gọi là giãn đồng tử) để mặt sau của mắt có thể được kiểm tra. Đây là xét nghiệm chẩn đoán Hội chứng Horner. Bệnh nhân mắc hội chứng Horner biểu hiện dị tật do các tổn thương trên dây thần kinh nối với nhánh mũi của dây thần kinh thị giác. Áp dụng 4-hydroxyamphetamine cho mắt có thể cho biết tổn thương là preganglionic hay postganglionic dựa trên phản ứng của học sinh. Nếu đồng tử giãn ra, tổn thương là preganglionic. Nếu đồng tử không giãn ra, tổn thương là postganglionic.
4-hydroxyamphetamine có một số hạn chế đối với việc sử dụng làm công cụ chẩn đoán. Nếu nó được dùng như một loại thuốc ngay lập tức khác (cocaine hoặc apraclonidine), thì bệnh nhân phải đợi từ một ngày đến một tuần trước khi dùng 4-hydroxyamphetamine. Nó cũng có xu hướng làm sai lệch các tổn thương. Nội địa hóa sai có thể phát sinh trong trường hợp khởi phát cấp tính; trong trường hợp có tổn thương postganglionic, nhưng dây thần kinh vẫn đáp ứng với norepinephrine còn lại; hoặc trong trường hợp tổn thương thần kinh không liên quan che giấu sự hiện diện của tổn thương preganglionic.

## Dược lý
Giống như amphetamine, 4-hydroxyamphetamine là chất chủ vận của TAAR1 ở người. 4-Hydroxyamphetamine hoạt động như một giao cảm gián tiếp và gây ra sự giải phóng norepinephrine từ các khớp thần kinh dẫn đến bệnh nhược cơ (giãn đồng tử).
Nó làm giảm chuyển hóa serotonin (5-hydroxytryptamine) và một số monoamin khác bằng cách ức chế hoạt động của một họ enzyme gọi là monoamin oxydase (MAOs), đặc biệt là loại A (MAO-A).   Việc ức chế MAO-A ngăn chặn sự chuyển hóa serotonin và catecholamine trong thiết bị đầu cuối trước sinh, và do đó làm tăng lượng chất dẫn truyền thần kinh có sẵn để giải phóng vào khe hở tiếp hợp. 4-Hydroxyamphetamine là một chất chuyển hóa chính của amphetamine và một chất chuyển hóa nhỏ của methamphetamine. Ở người, amphetamine được chuyển hóa thành 4-hydroxyamphetamine bởi CYP2D6, một thành viên của siêu họ cytochrom P450 và được tìm thấy trong gan. 4-Hydroxyamphetamine sau đó được chuyển hóa bởi dopamine beta-hydroxylase thành 4-hydroxynorephedrine hoặc được loại bỏ trong nước tiểu.